# Temple de Vadakkunnathan
 (juillet 2022).
Si vous disposez d'ouvrages ou d'articles de référence ou si vous connaissez des sites web de qualité traitant du thème abordé ici, merci de compléter l'article en donnant les références utiles à sa vérifiabilité et en les liant à la section « Notes et références ».
Le temple de Vadakkunnathan est un ancien temple hindou dédié à Shiva situé dans la ville de Thrissur. Il constitue un exemple d'architecture traditionnelle du Kerala. D'après la mythologie locale, il aurait été bâti par Parashurama, le sixième avatar de Vishnou. Autour du temple se tient chaque année le pooram de Thrissur (Thrissur Pooram),.